# Claus-Christian Schuster
Claus-Christian Schuster (* 25. September 1952 in Wien)  ist ein österreichischer Pianist und einer der Gründer des Altenberg Trios.

## Leben
Bereits im Gymnasium war Schuster ein gewandter Pianist, der dann bei Wilhelm Hübner-Langenbruck Unterricht nahm. 1969 begann er an der Wiener Musikakademie bei Hans Graf seine Hochschulausbildung, die er dann an der Indiana University Bloomington 1971/1972 fortsetzte. Er lernte den Pianisten des Beaux Arts Trios, Menahem Pressler, kennen und wirkte zugleich auch als Korrepetitor, plante damals auch eine Tätigkeit als Liedbegleiter. Doch wechselte er dann ans Moskauer Konservatorium und wurde in die Klavierklasse von Wera Wassiljewna Gornostajewa aufgenommen.
1984 war er gemeinsam mit dem der Geiger Boris Kuschnir und dem Cellisten Martin Hornstein einer der Mitbegründer des Wiener Schubert Trios, mit dem er bereits in der ganzen Welt konzertierte.
Als das Wiener Schubert Trio 1993 aufgelöst wurde, bildete Schuster gemeinsam mit Amiram Ganz und Martin Hornstein das Altenberg Trio. 2012 zog er sich aus der Konzerttätigkeit zurück.
Von 1976 bis 1986 unterrichtete Schuster an der Wiener Musikhochschule und danach bis 2012 am Konservatorium Wien Privatuniversität. Außerdem gab er Meisterkurse für Kammermusik in Europa und in den USA.

## Auszeichnungen
- Ehrenkreuz für Wissenschaft und Kunst (1999)[2]
- Robert-Schumann-Preis (1999)[3][4]